# Ringkøbing Provsti
Ringkøbing Provsti er et provsti i Ribe Stift. Provstiet ligger i Holstebro Kommune og Ringkøbing-Skjern Kommune (tidligere Holmsland Kommune, Ringkøbing Kommune og Ulfborg-Vemb Kommune).
Ringkøbing Provsti består af 26 sogne med 28 kirker, fordelt på 13 pastorater.

## Pastorater
| Pastorater i Ringkøbing Provsti | Pastorater i Ringkøbing Provsti | Pastorater i Ringkøbing Provsti |
| ------------------------------- | ------------------------------- | ------------------------------- |
| Gørding-Vemb-Bur Pastorat       | Hee-No Pastorat                 | Holmsland Klit Pastorat         |
| Husby-Sønder Nissum Pastorat    | Ny Sogn-Gammel Sogn Pastorat    | Rindum Pastorat                 |
| Ringkøbing Pastorat             | Sønder Lem Pastorat             | Staby-Madum Pastorat            |
| Tim-Stadil-Vedersø Pastorat     | Torsted-Hover-Ølstrup Pastorat  | Ulfborg Pastorat                |
| Velling Pastorat                |                                 |                                 |

## Sogne
| Sogne i Ringkøbing Provsti | Sogne i Ringkøbing Provsti | Sogne i Ringkøbing Provsti |
| -------------------------- | -------------------------- | -------------------------- |
| Bur Sogn                   | Gammel Sogn                | Gørding Sogn               |
| Haurvig Sogn               | Hee Sogn                   | Hover Sogn                 |
| Husby Sogn                 | Hvide Sande Sogn           | Lem Sogn                   |
| Lyngvig Sogn               | Madum Sogn                 | No Sogn                    |
| Ny Sogn                    | Rindum Sogn                | Ringkøbing Sogn            |
| Staby Sogn                 | Stadil Sogn                | Sønder Lem Sogn            |
| Sønder Nissum Sogn         | Tim Sogn                   | Torsted Sogn               |
| Ulfborg Sogn               | Vedersø Sogn               | Velling Sogn               |
| Vemb Sogn                  | Ølstrup Sogn               |                            |